# Francisco Filho
Francisco "Chiquinho" Filho (sinh 10 tháng 1 năm 1971) là một võ sĩ kickboxing và Kyokushin Karate người Brasil.
Anh là một trong số ít những võ sỹ Kyokushin đã thực hiện thành công thử thách chiến đấu liên tục cùng 100 võ sỹ trong thời gian kỷ lục (3 giờ, 2 phút) với thành tích (76 trận thắng và 24 trận hòa).
Filho giành Á quân tại giải K-1 World GP 2001. Anh cũng đã giành được những chiến thắng trước các tên tuổi lớn như Sam Greco, Andy Hug, Remy Bonjasky, Ernesto Hoost, Peter Aerts (2x) và Stefan Leko.

## Sự nghiệp
Francisco Filho bắt đầu theo học Kyokushin từ năm 10 tuổi. Anh có trận đấu ra mắt tại giải K-1 vào ngày 20 tháng 7 năm 1997 với Andy Hug. Đây là trận đấu thứ hai giữa hai võ sỹ này. Trước đó là cuộc chạm trán tại giải vô địch Kyokushin thế giới năm 1991 với chiến thắng knockout dành cho Filho. Và ở trận thứ hai này, Filho lại tiếp tục giành chiến thắng.
Filho trong sự nghiệp của mình đã giành được danh hiệu ở cả K-1 và IKO-Kyokushin Kaikan. Anh không tham gia các trận đấu lớn kể từ năm 2004 nhưng vẫn tiếp tục những hoạt động võ thuật trong vai trò là một võ sư Kyokushin và HLV đội tuyển Brazil.

### Những cột mốc trong sự nghiệp
- - 1999  7th Kyokushin World Open Karate Tournament IKO 1 (đánh bại Hajime Kazumi)
  - 1997  1st Kyokushin World Weight Tournament Heavyweight
  - 1995  6th Kyokushin World Open Karate Tournament IKO 1 (thua Hajime Kazumi)
  - 1995  Brazilian Open
  - 1994  Mundialito Open
  - 1994  7th South American Championships
  - 1993  Brazilian Open
  - 1992  6th South American Championships
  - 1992  Brazilian Open
  - 1991 5th Kyokushin World Open Karate Tournament final 16 (lost to Kenji Yamaki)
  - 1991  Uruguayan Open Karate Championships
  - 1990  Paulista Championships
  - 1990  Brazilian Open
  - 1989  5th South American Championships
  - 1989  Paulista Championships
  - 1988  Paulista Championships Juniors
  - 1988 Brazilian Open 6th place
  - 1987 Brazilian Open 7th place
  - 1987  Paulista Championships Juniors
  - 1986  Paulista Championships Juniors
  - 1985  Paulista Championships Juniors
- Năm 1995 Fancisco Filho hoàn thành thử thách một đấu 100 (Kyokushin) tại Brazil và Nhật Bản.

## Thử thách "100" của Kyokushin
Đây là thử thách của trường phái Kyokushin mà người thực hiện phải liên tục thi đấu đối kháng với 100 võ sỹ.
Filho hoàn thành thử thách "100 man Kumite" tại Nhật Bản vào năm 1995.
Kết quả:
- Thời gian thực hiện: 3 giờ 2 phút
- Thắng 76
- Hòa 24